# Кузнечик Седакова
Кузне́чик Седако́ва (лат. Gampsocleis sedakovii) — вид прямокрылых рода Gampsocleis из семейства Настоящие кузнечики (Tettigoniidae).

## Название
Вид назван в честь иркутского учителя и краеведа В. И. Седакова (1798 — ок. 1860).

## Ареал
В России номинативный подвид Gampsocleis sedakovii subsp. sedakovii распространён на Урале (Пермский край, Свердловская и Оренбургская области) и далее на восток по югу Сибири до Алтая, на юге Красноярского края, Тывы, Прибайкалья, Забайкалья и Якутии. Вне России встречается в Северо-Восточном Казахстане, на северо-востоке Монголии и в Северном Китае (Внутренняя Монголия). Далее на восток продвигается ареал только подвида Gampsocleis sedakovii subsp. obscura (Тёмный кузнечик Седакова) — юг Амурской области и Хабаровского края, Приморский край, Сахалин, Северо-Восточный Китай, Корея.

## Экология
Обитают на остепнённых лугах и в лугостепях. Довольно обычен в умеренно ксерофитных стациях со злаково-разнотравной и злаковой растительностью. Не избегает мезофитных стаций с густыми высоким травостоем.

## Описание
Тело коричнево-зелёное, у номинативного подвида стройнее, у G. s. obscura более коренастое.  

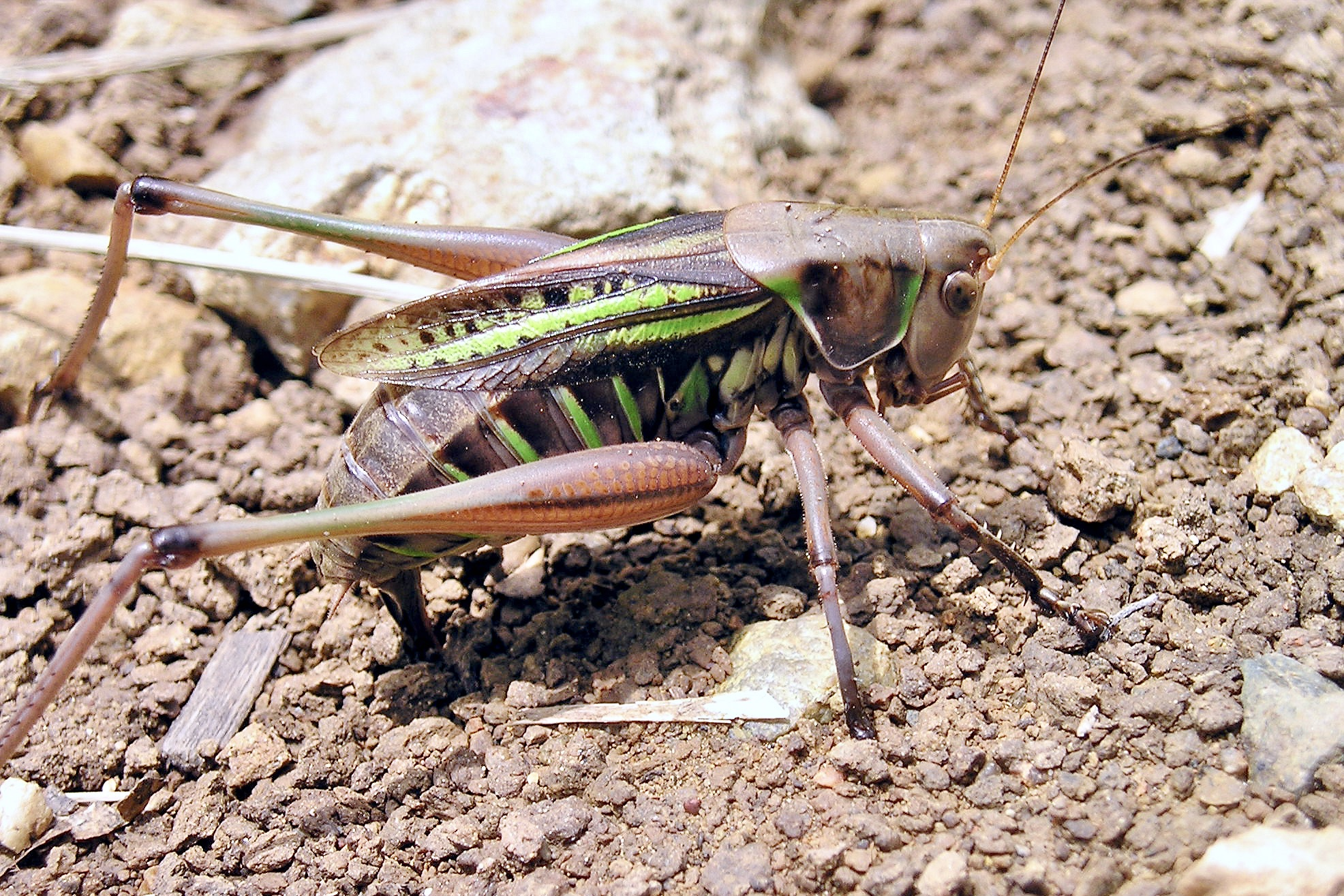
Самка Gampsocleis sedakovii ssp. obscura за откладкой яиц. с. Новогеоргиевка, Приморский край.

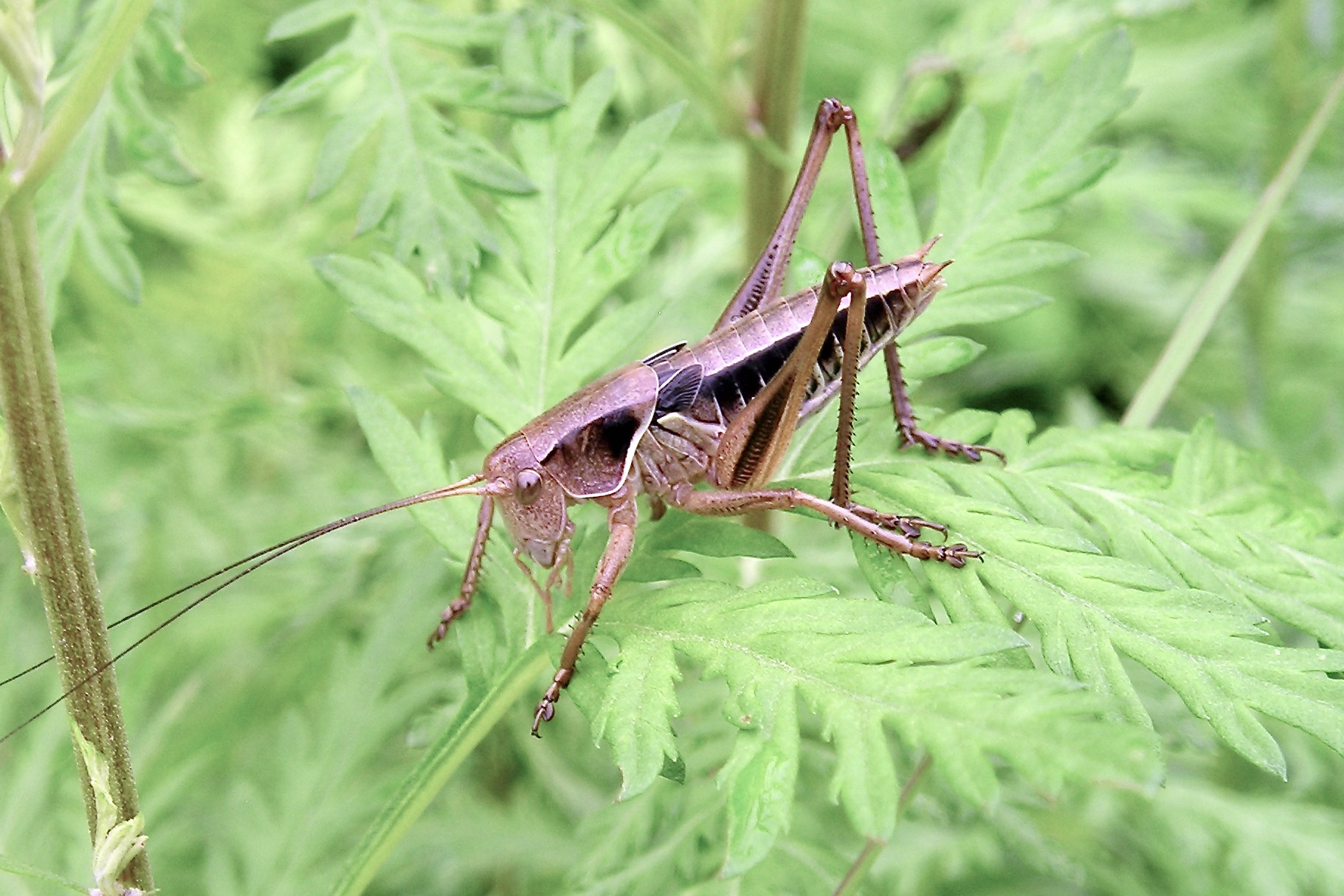
Нимфа

Голова спереди зелёная, у G. s. obscura — жёлудёво-коричневая. Верх головы и переднеспинки зелёный или бурый; боковые лопасти переднеспинки зелёные, в нижней половине тёмно-коричневые, с резкой узкой жёлтой или зелёной каймой по нижнему и боковому краям; у G. s. obscura вся переднеспинка может быть бурой. Ноги коричневые или зелёные, задние бёдра снаружи с чёткой продольной почти чёрной полосой. Надкрылья укорочены (24—30 мм у самцов и 25—31 мм у самок), обычно не достигают вершины задних бёдер, зелёные, у самцов с коричневой полосой вдоль зеркальца и верхнего края; у обоих полов с явственными, крупными, редко сливающимися тёмно-коричневыми пятнами, особенно в радиальном и срединных полях; основание костального и медиального полей иногда с продольными жёлтыми полосами. 
Брюшко сверху и по бокам светло-коричневое (у G. s. obscura бурое), с поперечными зелёными полосами, снизу — жёлтое. Яйцеклад тёмно-коричневый со светлым основанием, 18—23 мм длиной, что в 2—3,5 раза длиннее переднеспинки, изогнут вниз.

## Биология вида
Питаются в основном насекомыми, в меньшей степени растениями. Незначительно вредят пастбищам, посевам злаков и бобовых.
Активны днём. Половозрелые самцы громко поют при солнечном свете.
Самки откладывают яйца в почву.

## Классификация
Выделяют два подвида кузнечика Седакова:
- Gampsocleis sedakovii subsp. sedakovii (Fischer von Waldheim, 1846) — Кузнечик Седакова
- Gampsocleis sedakovii subsp. obscura (Walker, 1869) — Тёмный кузнечик Седакова